# Freccia Vallone femminile 2019
La Freccia Vallone femminile 2019, ventiduesima edizione della corsa e valevole come ottava prova dell'UCI Women's World Tour 2019 categoria 1.WWT, si svolse il 24  aprile 2019 su un percorso di 118,7 km, con partenza da Huy e arrivo al Muro di Huy, in Belgio. La vittoria fu appannaggio dell'olandese Anna van der Breggen, la quale completò il percorso in 3h17'04", alla media di 36,079 km/h, precedendo la connazionale Annemiek van Vleuten e la danese Annika Langvad.
Sul traguardo del Muro di Huy 78 cicliste, su 142 partite da Huy, portarono a termine la competizione.

## Squadre e corridori partecipanti
| N.      | Cod. | Squadra                         |
| ------- | ---- | ------------------------------- |
| 1-6     | DLT  | Boels-Dolmans Cycling Team      |
| 11-16   | CCC  | CCC-Liv                         |
| 21-26   | MTS  | Mitchelton-Scott                |
| 31-36   | FDJ  | FDJ Nouv. Aquitaine Futuroscope |
| 41-46   | TVC  | Team Virtu Cycling              |
| 51-56   | BIG  | Bigla                           |
| 61-66   | CSR  | Canyon-SRAM Racing              |
| 71-76   | MOV  | Movistar Team Women             |
| 81-86   | BTC  | BTC City Ljubljana              |
| 91-96   | VAL  | Valcar Cylance Cycling          |
| 101-106 | ALE  | ALÉ-Cipollini                   |
| 111-116 | WNT  | WNT-Rotor Pro Cycling Team      |

| N.      | Cod. | Squadra                         |
| ------- | ---- | ------------------------------- |
| 121-126 | SUN  | Team Sunweb                     |
| 131-136 | TFS  | Trek-Segafredo                  |
| 141-146 | ASA  | Astana Women's Team             |
| 151-156 | TIB  | Team Tibco-SVB                  |
| 161-166 | PHV  | Parkhotel Valkenburg            |
| 171-176 | LSL  | Lotto Soudal Ladies             |
| 181-186 | BPK  | Bepink                          |
| 191-196 | HMT  | Health Mate-Cyclelive Team      |
| 201-206 | HBS  | Hagens Berman/Supermint         |
| 211-216 | CGS  | Cogeas-Mettler Pro Cycling Team |
| 221-226 | VAI  | Aromitalia Basso Bikes Vaiano   |
| 231-236 | DVE  | Doltcini-Van Eyck Sport         |

## Ordine d'arrivo (Top 10)
| Pos. | Corridore             | Squadra    | Tempo    |
| ---- | --------------------- | ---------- | -------- |
| 1    | Anna van d. Breggen   | Boels      | 3h17'04" |
| 2    | Annemiek van Vleuten  | Mitchelton | a 1"     |
| 3    | Annika Langvad        | Boels      | a 4"     |
| 4    | Marianne Vos          | CCC        | a 14"    |
| 5    | Demi Vollering        | Parkhotel  | a 16"    |
| 6    | Katarz. Niewiadoma    | Canyon     | a 17"    |
| 7    | Ashleigh Moolman      | CCC        | a 20"    |
| 8    | Cecilie Uttrup Ludwig | FDJ        | a 23"    |
| 9    | Brodie Chapman        | Tibco      | a 26"    |
| 10   | Mavi García           | Movistar   | a 33"    |